# Erdmuthe de Brandebourg
Erdmuthe de Brandebourg (26 juin 1561 à Berlin – 13 novembre 1623 à Stolp) est une princesse de Brandebourg et par mariage duchesse de Poméranie.

## Biographie
Erdmuthe est la fille aînée de l'électeur de Brandebourg Jean II Georges de Brandebourg (1525-1598) de son second mariage avec Sabine de Brandebourg-Ansbach (1548-1575), fille du margrave Georges de Brandebourg-Ansbach. La princesse est l'enfant préférée de son père et aime la science et la littérature latine.
Elle épouse le 17 février 1577 à Szczecin Jean-Frédéric de Poméranie (1542-1600). À l'âge de 7 ans, elle est fiancée à Jean-Frédéric, âgée de 26 ans. À cette occasion, l'ancien traité d'héritage entre les deux maisons et les droits dans le cas où l'un d'eux serait de disparaître, sont redéfinis. Le mariage est décrit comme heureux, mais elle reste sans enfant. Après une fausse couche, Élisabeth de Doberschütz lui donne un médicament pour abaisser la fièvre. Élisabeth est plus tard accusé d'avoir ensorcelé Erdmuthe et de le rendre stérile.
Erdmuthe joue un rôle dans le mariage de son neveu Christian II de Saxe avec Hedwige de Danemark. En 1596, elle écrit un livre de prières pour sa sœur Sophie de Brandebourg (1568-1622), qui est l'un des plus anciens livres de prière pour les femmes.
Après la mort de son mari, le 9 février 1600, Erdmuthe reçoit le district de Stolp comme douaire et vit dans le château de Stolp. Après la mort de Schantes de Tessen, en 1608, elle passe également du temps au château de Smołdzino. Elle nomme Michael Brüggemann (Latinisé Pontanus, polonais Michał Mostnik) comme aumônier à l'Église du château de Stolp.